# Globus (azienda)
La Globus è una catena di grandi magazzini svizzera. È stata fondata nel 1907 dal banchiere Heinrich Burkhardt come società continuatrice della Webers Bazar, una società creata nel 1881 da Josef Weber. Nel 1922 l'impresa ha esteso la sua attività anche all'estero.
Nel 1932 è stato creato a scopo pubblicitario il personaggio a fumetti Globi, i cui libri sono stati pubblicati con grande successo dalla casa editrice omonima fondata nel 1944. Nel 1956 è stata fondata la rete di piccole filiali Au Bon Marché (ABM), l'ultima delle quali è stata chiusa nel 2001. Sotto la guida dell'amministratore Hans H. Mahler, dal 1963 è stata attuata una diversificazione mirata, che ha portato all'istituzione di filiali specializzate nella vendita di prodotti per ufficio, prodotti d'arredo e prodotti d'abbigliamento.
Nel 1997 la Globus è stata acquistata dalla Migros. Dopo anni difficili, nel 2020 Migros ha venduto il gruppo Globus in parti uguali all'austriaca Signa e alla tailandese Central Group.